# Tỉnh ủy Ninh Thuận
Tỉnh ủy Ninh Thuận hay còn được gọi Ban chấp hành Đảng bộ tỉnh Ninh Thuận là cơ quan lãnh đạo cao nhất của Đảng bộ tỉnh Ninh Thuận giữa hai kỳ đại hội đại biểu Đảng bộ tỉnh Ninh Thuận, do Đại hội Đại biểu Đảng bộ tỉnh bầu.
Tỉnh ủy Ninh Thuận có chức năng thi hành nghị quyết, quyết định của Đại hội Đại biểu Đảng bộ tỉnh Ninh Thuận, Ban Chấp hành Trung ương Đảng, Ban Bí thư và Bộ Chính trị. Đứng đầu Tỉnh ủy là Bí thư Tỉnh ủy và thường là ủy viên Ban chấp hành Trung ương Đảng.